# フォーチュンサモナーズ 〜アルチェの精霊石〜
『フォーチュンサモナーズ 〜アルチェの精霊石〜』（‐アルチェのせいれいせき）（英語版表題；Fortune Summoners: Secret of the Elemental Stone）は、日本の同人ソフトサークルリズソフトが開発、各ダウンロード販売サイトにて販売するWindows用リアルタイムRPG。販売に際して一部ダウンロード販売サイトでは、アクセス メディア インターナショナル株式会社を通じて商業ソフトウェアと同等に販売される。キャラクターイラストは武田みかが担当。略称は「FS」。ベクター主催の第12回（2008年下半期）「ベクタープロレジ大賞」ゲーム部門賞受賞作品。
本項では、パッケージ販売された『フォーチュンサモナーズ  〜アルチェの精霊石〜 Deluxe』、拡張パッケージ『フォーチュンサモナーズPlus 〜アルチェの不思議なラビリンス』についても解説する。

## 概要
2005年4月に開発開始、2007年7月7日に「序章編」と題する体験版の無料公開開始、2008年9月8日にYouTubeでの予告動画公開、2008年9月10日に「製品版」発売、と実に約3年5ヶ月の開発期間を経て完成した。制作元の通算3作目だが、リズソフト名義では最初の作品である。さらに、2009年6月18日には株式会社ジャングルより追加要素や特典を加えた『フォーチュンサモナーズ 〜アルチェの精霊石〜 Deluxe』と題するパッケージ版が発売された。2012年1月31日、先に『ルセッティア 〜アイテム屋さんのはじめ方〜』英語版を手がけたアメリカ合衆国のCarpe Fulgur社により英語化され、Steamなどでも発売された。
制作元が2001年に発表した『みならい魔法使いフワルの冒険』と同じ「スコティッシュホルム」というファンタジー世界を舞台に、剣士、回復系魔法使い、攻撃系魔法使いの少女3人が冒険を繰り広げる姿を描く、2D横スクロールアクションを主体とするゲームである。プレイヤーは前出3人のいずれか1人を操作するが、残る2人を独自AI「FOR-D System」で動作させることにより、1人用ゲームでありながらあたかもオンラインゲームの様に仲間と役割を分担し協力して冒険できる特徴を持ち、公式にはジャンルを一般的なアクションRPGではなく「リアルタイムRPG」と称する。体験版としても公開された序章「精霊石をもとめて」と本編「精霊石の秘密」の2編から成り、製品版は体験版のセーブデータを継承できる。
パステルカラーで彩られた絵柄、子どもらしさが強調されたドット絵、丁寧に付された読み仮名といった見た目から受ける印象に反して難易度は低くないが、上述のAIや補助機能、よく練られたダンジョン内の仕掛けなど幅広いプレイヤーに対応する工夫が施され、各レビューサイトに於いても評価される。

## あらすじ
トンキニーズの街へ引っ越してきた道具屋一家の娘・アルチェは、父から教わった剣術に夢中で、いつも大きな剣を背負っている明るく元気な女の子。彼女は街に1つしか無い学校へ転入するものの、魔法使いを志す子どもたちが通う「ミナサラティス魔法学校」では魔法の実技に「精霊石」が必要であった。しかし精霊石は高価であり、両親に負担をかけまいと考えた彼女は、クラスメートの少年・コルンが口にした古代の精霊石の眠る「裏山の洞窟」へと向かうのだった。これは、そんなアルチェと、心優しく控えめな水属性魔法使いのサナ、才色兼備のお嬢さまで火属性魔法使いのステラの3人の少女たちによる、小さな冒険の物語である。

## 登場キャラクター
※声は主に戦闘時のものであり、街などの会話では音声は無い。

### プレイヤーキャラクター
アルチェ・プラムフィールド（声；愛原圭織）
この作品の主人公。以前は腕の立つ警備隊（ガーディアン）だった父から剣術を学び、普段から身の丈ほどもある剣を背負う活発で快活な少女。父に憧れ、自分も剣士になるべく日々ちょっとした冒険に励む。「ミナサラティス魔法学校」に転入するが、精霊石を持たない彼女は魔法の実技が受けられず、かと言って転居したばかりで経済的に余裕の無い両親に高価な精霊石を買ってもらうこともできないと考え、持ち前の冒険心も手伝って自ら精霊石を探す冒険を決意する。
戦闘時は敵に近接して主に多彩な剣技と体術を駆使して対峙する前衛の役割をする。また、特殊能力として箱や石像など特定の物体を押して移動させることが出来る。
サナ・ポアネット（声；草乃さちか）
ミナサラティス魔法学校の生徒で、アルチェやステラのクラスメート。初めて魔法学校へ行く途中のアルチェがスライムとの戦闘で足を傷めたところへ通りかかり治療したことをキッカケに、彼女の最初の友だちとなった。進んで動物の世話をする優しさを持ち礼儀正しい反面おとなしくて控えめな性格から特に活発ではなかったが、アルチェと出逢ってからは共に冒険に出かけるようになる。水属性の精霊石「エオラメスト」を持つ。
戦闘時は水や氷を使った魔法攻撃のほか回復や補助魔法を使う支援の役割を持つ。特殊能力として水中で自由に行動できる。
ステラ・メイベルク（声；留桜良姫）
ミナサラティス魔法学校の生徒で、アルチェやサナのクラスメート。大金持ちの「メイベルク・コンツェルン」社長令嬢で、同時に学校一の美人。さらに、魔法については天性の才能を持ち、また伝説の魔法使いミナサラティスに憧れて修行を積んでおり、最高級の精霊石「ロイヤルスカーレッド」によって強力な火属性魔法を操る。シャルトリューの都にある大邸宅から通学する。当初は他の生徒に心を開こうとせずアルチェにも関心を持たなかったが、ある出来事を契機として行動を共にする。
戦闘時は火炎や爆発など攻撃魔法を使い攻撃の要となる。特殊能力としてイバラなどの障害物を火炎で焼き払って除去することが出来る。
シフォン（声；桜華春日）
アルチェとサナが遺跡で遭遇した“風の精霊”。まだ幼く、長らく封印されていたため記憶の大半を失っている。外観は白い毛に覆われ、長い耳と尻尾、大きな目を持つウサギの様な姿だが、帽子とベストの様な衣服を着け、空中に浮かんでいる。アルチェらと会話ができるが、語尾の「〜です」を「〜でヒュ」と言う口癖がある。出逢ってからはアルチェ一行についてくる。
シフォンを操作することは出来ないが隊列に含めることはでき、戦闘に於いてもアルチェらほど有効ではないものの攻撃を行ったり、硬貨を集めたりする。

### その他のキャラクター
コルン
アルチェらのクラスメートで、トンキニーズの宿屋の息子でもある腕白な少年。思慮深い少年・レオン、最年少の少年・シュピルと3人で行動することが多く、女の子とは遊ばない主義。序章に於いて祖父の言葉として魔法学校の裏山の洞窟に精霊石があると発言、アルチェが冒険を始める発端を作った。後に彼女が「風の紋章」を探し始めると、アルチェ一行と競うように仲間と共に探索を始める。風属性の精霊石を持つ。
ソフィア
アルチェたちのクラスの担任である女性教師。美人だが授業では手の上がっていない子をわざと指名したり、何かにつけ生徒を厳しく叱りつけるので怖れられるが、実は生徒思いの優しい先生。
アルチェのクラスメート
ソフィアが担任するクラスにはアルチェ一行とコルン一行の6人のほか、トンキニーズの洋服屋の娘・エリー、魔法使いの両親を持つ少女・マリネ、サナの隣家の娘でシュピルの姉でもある委員長・ルイーゼが居る。ソフィアのクラスは全員、表情を表す顔グラフィックが用意され、コルン、ルイーゼとシュピル姉弟、エリーとカノン（別のクラスに属するエリーの妹）姉妹は場面によって自宅で過ごす様子も見られる。

## 世界観・用語
スコティッシュホルム
このゲームの舞台となる王国。アルチェやサナが住むトンキニーズの他に王都スコティッシュホールド、ステラが住む第2の都市シャルトリュー、風車のあるバリニーズ村、温泉地コラット村などがある。このゲームの世界観は『みならい魔法使いフワルの冒険』と共通し、「風の丘」や「カルデール地底湖」など『フワル』にも登場した地名が多数見られる。
ミナサラティス魔法学校
トンキニーズ郊外に建つ学校。「精霊石」を発明した伝説の魔法使いにちなむ校名に「魔法学校」と称するが魔法の専門教育を行う学校ではなく、国語や算数など一般科目の学習や、登下校中にモンスターから身を守るための護身術訓練も行う。ただし、学年は無く、様々な年齢の子どもが同じクラスに属している。なお、ゲーム中に登場する部分ではソフィア担任のクラスのほかに男性教師ハーネルが担任するクラスがあり、校医レミーやほとんどの子どもたちに個別の名前と台詞による性格付けが施されている。
精霊石
精霊の力を秘め、所有者に魔法の力を与える石。物語の300年前にミナサラティスにより発明され、現在は量産されており、たくさんの魔法使いに利用されている。これによりサナやステラら幼い子どもにも魔法を扱えるが、アルチェは他の町出身で魔法を扱った経験が無かったので精霊石を持たなかった。この世界の「魔法」は、直接呼び出した精霊やその代わりとなる精霊石の力を使う「精霊魔法」と、長年の修行により得た魔力と知識を使う「呪文魔法」とがあり、それぞれを使う者を前者は「召喚魔術師（サモナー）」、後者を「呪文魔術師（スペルキャスター）」と呼ぶ。サナやステラら魔法学校の初等学生たちの身分は「召喚魔術師見習い」である。

## システム

### 移動・基本システム
このゲームの視点構成は『みならい魔法使いフワルの冒険』同様、舞台を真横から見るサイドビュー方式である。プレイヤーは原則としてマップを左右方向に自由に移動し、扉などでは「上」キーを押すと屋内などへと移動できる。また、操作キャラクターを中心とした視点以外に、キャラクターの向いている方向を遠くまで見渡せる視点や、操作キャラクターと攻撃対象とを画面内に収め続ける視点が選べ、視界を任意に上下左右に一時移動させることもできる。操作はキーボードもしくはゲームパッドを使い、キャラクターは「歩く・走る」「しゃがむ」「ジャンプ」「話す・調べる」（各「」は同一キーによる操作）といった動作を共通して行う。また、街中でも後述の戦闘動作を行って壷や箱など一部の物体を壊せるが、NPCに対する攻撃はできない。アルチェの自宅や各町の商店などに設置された「保管箱」にはどの場所からもアイテムを預けたり取り出すことができる。
物語はアルチェたちに起こる出来事を「一日」単位で追う形で進行する。ヒットポイント（HP）・マジックポイント（MP）の回復やセーブは「宿屋」や「保健室」などで行う。野外ではアクションゲームの様に崖や水溜りなどジャンプで飛び越えるべき場所があるが、失敗して画面外へ落ちてもHPが少し減った状態で元の場所へ戻される。また、ジャンプなどで乗り越えるべき一部の仕掛けに於いてAIキャラクターは追従できないが、プレイヤーの操作キャラクターが別のマップへと到達すると全員が合流する。なお、このゲームでは所持金が銅貨の枚数を表す「CP」という単位で示されるが、設定により金貨（銀貨10枚＝銅貨100枚分）を表す「GP」で示させることもできる。

### 戦闘
野外やダンジョンに於いて画面外に敵が接近すると「E」と書かれた矢印で警告される。さらに近づいて画面内に入るとBGMと左上に表示される操作キャラクターの表情が険しく変化して、そのまま戦闘状態になる。戦闘状態は後述のAIの動作に影響し、付近に敵が居なくなると解除されBGMや表情も元に戻る。倒した敵からは金・銀・銅のコインの他、稀に「ミニ宝箱」（取ると別のアイテムが出てくる）が得られ、それらは触れると入手できる。
戦闘動作において3人に共通する操作は「装備した武器で攻撃する」と「防御」のみで、ほとんどの動作は後述の様に剣士と魔法使いとで異なる。特徴的なシステムとしては、入力操作が何も行われていない時に攻撃を受けると自動的に防御する「オートガード」と、F2キーを押すだけで適切な回復アイテムを最も必要なキャラクターに使用する「自動回復機能」が挙げられる。加えて、独特のコンボシステムを搭載し、パーティ全体としての攻撃が敵全体に対して、即ち一行の誰の攻撃がどの敵に命中したかに関わらず連続して5発以上命中すると「コンボゲージ」が出現、連続攻撃を重ねてゲージが伸びるほど敵に与えるダメージが倍増する。
別のマップへの出入り口付近で戦闘すると「ESCAPE」と書かれた緑色の表示が出現し、その状態で「上」キーを押し続けると表示が徐々に橙色に変化し、全てが変わりきると対象となる別のマップへと離脱できる。ただし、キャラクターが「眠り」などの状態異常に陥ると表示の変化は取り消され、また一度も行ったことが無いマップへは離脱できず、ボスとの戦闘など逃走できない場合もある。
キャラクターはHPが尽きると「戦闘不能」となり、以後も一行に追従はするが戦闘には参加せず、また操作もできなくなる。戦闘不能や毒など持続的な状態異常はダンジョンを出たり町へ戻るなど安全な場所へ移動すると回復する。アルチェ、サナ、ステラの3人全てが戦闘不能になると全滅と看做され、ゲームオーバーとなった後、全滅の原因となった場所の直前の場所・状態へ戻る「やりなおす」か、所持金の10％を失って完全に回復した状態で町などへ戻る「安全な場所へもどる」が選択できる。加えて、システムメニューから「ギブアップ」を選ぶことにより故意にゲームオーバーとして、町などへ戻ることも出来る（この際、所持金の10％を失う）。

#### 剣士
剣士（アルチェ）を操作する場合、方向キーと攻撃ボタンの組み合わせによってそれぞれ異なる「剣技」を繰り出せる。レベルが上がると、より複雑な組み合わせによる技も使えるようになり、それに伴い切れ目の無い連続攻撃を組み立てることができる。ただし、剣を使うには予め「剣を抜く」必要があり、剣を抜いていないアルチェの攻撃手段は「ジャンプキック」のみとなる。なお、アルチェも魔法を一部使うことが出来るが、その場合は以下「魔法使い」同様の操作を行う。

#### 魔法使い
魔法使い（サナ、ステラ）を操作して魔法を使う場合、先ず使う魔法を選択し、攻撃ボタンを長押しするとキャラクターの背後に魔法陣が描かれる。魔法陣が完成したところでボタンを離すと、魔法が発動する。魔法陣出現中に魔法選択ボタンを押すと魔法発動を解除できる。サナの回復魔法など仲間を対象とする場合、魔法陣出現中に上下ボタンで相手を選択する。魔法はA・B・Cの3種の「魔法書」に整理し、状況や好みに応じて魔法を使い分けることができ、特定の魔法を「つかわない」指定もできる。また、魔法書CはAIキャラクターに使用されないので、操作時にのみ使う魔法を分けることも出来る。なお、魔法使いも武器で攻撃したり、MPを消費しない魔法弾を撃つことができる。

#### AIへの命令
AIキャラクターに対しては、「めいれい」によって大まかに以下の3点について全体もしくは個別に指示できる。「魔力のつかいかた」では、攻撃及び回復・補助魔法について使用頻度を「魔力つかわないで」から「えんりょなくつかって」の4段階のほか、「回復魔法だけつかって」とも指示できる。「おっかけモード」ではAIキャラクターの追従態度を「ついてきて」「自由に戦って」「そこにいて」の3つから選択でき、ダンジョンにはこれの活用を前提とする仕掛けも一部ある。「フォーメーション」では戦闘時の（3人にシフォンを含めた）キャラクターの並び方と互いの距離を設定し、これにより通常は操作キャラクターを先頭に移動しながら、戦闘状態になるとAIキャラクターは指定した相対位置へと移動する。なお、「フォーメーション」設定は「おっかけモード」が「ついてきて」のキャラクターにのみ有効である。

### レベル
このゲームではレベルにも独自の概念を採用しており、大きく「冒険者レベル」と「戦闘レベル」の2種が存在する。戦闘による経験値の蓄積では「戦闘レベル」が最大5レベルまで上昇し、これが高くなるにつれ同じモンスターを倒した場合に得られる経験値は減少する。一方、随所に隠された「勇気の証」を取得すると「冒険者レベル」が上がり、同時に戦闘レベルが下がる。「勇気の証」はまた、レベルと所持金額の上限を拡大する機能をも持ち、取得と同時にキャラクターの状態を全快させる働きもある。キャラクターのレベルは、冒険者レベルと戦闘レベルの和によって表記される。

### その他のシステム
旅の伝言板
登場人物による日記や電子メールまたは掲示板の様な記録機能。ゲームの進行に従って項目が追加され、プレイヤーがゲーム進行を思い返すのに役立つ。アルチェ一行のほか様々な人物名義で記述され、未読があると封書を模したアイコンで告知される。
おてつだい
アルチェを操作し、自宅で道具屋を営む父親に話しかけると受けられる小任務。特定アイテムの取得を要請され、それを提出すると道具屋で売られるアイテムの種類が増える。
魔法じゃんけん
この世界の子どもたちの間で流行中の特殊なじゃんけん。精霊属性に倣った「風」「水」「地」「火」の4種の型があり、風には水、水には地、地には火、火には風が勝つ。この勝負を挑む子どもがところどころに居り、何度か連続で勝つとアイテムを得られる。
ガチャカチャ
アルチェの自宅（道具屋）などにある、カプセルトイ風の販売機。硬貨を消費して無作為にアイテムを獲得する。これでしか入手できないアイテムもある。
「魔法少女メリン」
アルチェら子どもたちに人気の童話。ゲーム中、家など屋内にある本棚を「調べる」ことによって断片的に読むことができ、全てを探し出せば1本の物語となる。また、上述ガチャカチャの景品にもメリンに関するアイテムが出現することがある。
思い出写真
「つかう」ことによりイラストを鑑賞できる「だいじなもの」アイテム。ダンジョン内の宝箱などから得られるが、ダンジョンの攻略経路から離れた場所に隠されている場合が多く、獲得には十分な探索が必要。
着せ替え
アルチェ、サナ、ステラ、シフォンはそれぞれ専用の髪飾りや帽子、衣服を装備することによりキャラクターの色を変化させることが出来る。また、3人は共通で靴下の色を変えることもできる。それらの衣服は町の洋服屋で購入したり、隠されているものを発見して入手できる。
VSモード
任意レベルのキャラクターを使い、対戦するモード。ゲームが進むと「Bonus Menu（おまけメニュー）」から選べるようになり、その後の進行度合いによってキャラクターやレベル、ステージの選択肢が増える。
オートプレイモード
アルチェ一行を全てコンピュータに操作させ、自動的に展開される冒険を観戦するモード。ゲームが進むと「Bonus Menu（おまけメニュー）」から選べる。

## フォーチュンサモナーズ  〜アルチェの精霊石〜 Deluxe
『フォーチュンサモナーズ  〜アルチェの精霊石〜 Deluxe』は、上記作品をピクチャーレーベル仕様のCD-ROMに収録し、パッケージ化したもの。株式会社ジャングルにより2009年6月18日に発売された。これにより一般商業ソフト同様の店舗での取り扱いが開始された。内容は概ねダウンロード版と変わりないが、以下の追加・変更が加えられている。

### 追加・変更点
主要会話場面の音声化
従来は戦闘シーンのみだった音声をイベント場面にも適用、それに伴い主役以外のキャラクターにも配役が追加された。
アルチェの不思議なラビリンス
ランダム生成されるダンジョンを冒険するモード。本編とは独立した物語で、全くの初期状態から冒険を始め、何層もの階層から成る6つのZONEを探索する。
アルチェ無双
次々に出現する敵キャラクターを、制限時間までひたすら倒し続けるモード。本編のセーブデータを利用し、仲間の有無や敵出現数の設定が可能。全5ステージ。公式サイト上でのwebランキング機能もある。
ビジュアル設定資料集（限定特典）
キャラクターデザインの武田みかによる新規イラスト、開発者のMELによるディレクターズコメント、設定資料などをまとめた小冊子。

### 声の配役
※「オプション」にてイベント音声のON/OFF、戦闘時音声のオリジナル配役への変更も可能。
- アルチェ・プラムフィールド：田村ゆかり
- サナ・ポアネット：植田佳奈
- ステラ・メイベルク：藤村歩
- シフォン：平松真由美
- アルチェの父：山根剛
- アルチェの母：竹間千ノ美
- エリー：華木ミヤ
- コルン：竹間千ノ美
- サナの母：計名さや香
- シュピル：永田佳代
- ソフィア先生：華木ミヤ
- トワリン：大塚智則
- ハーネル先生：布施雅英
- マリネ：平松真由美
- ルイーゼ（委員長）：計名さや香
- レミー先生：平松真由美
- 闇の魔女セレーネ：永田佳代

## フォーチュンサモナーズ・プラス 〜アルチェの不思議なラビリンス〜
『フォーチュンサモナーズPlus 〜アルチェの不思議なラビリンス』（フォーチュンサモナーズ・プラス アルチェのふしぎなラビリンス）は、従来の製品版に機能を追加する拡張パッケージである。「Deluxe」版発売と同時にダウンロード販売が開始され、ダウンロード版に「Delexe」版での新要素である「アルチェの不思議なラビリンス」と「アルチェ無双」を追加する。なお、動作にはダウンロード版『フォーチュンサモナーズ〜アルチェの精霊石〜』本編が必要であり、また、これを適用しても声の配役及び演出は従来のままである。

### ゲーム内演出
※「ゲーム内演出」はゲーム内における表現、「x日目」はゲーム内の進行度として示される日付。
1. ↑  序章（体験版）「4日目」までに描かれるプロット。
2. ↑  「1日目」武器屋との会話より。
3. ↑  「2日目」後半のプロット。
4. ↑  「2日目」最初の戦闘終了後のデモシーンより。
5. ↑  「6日目」序盤は、彼女を操作して邸宅から始まる。
6. ↑  「7日目」
7. ↑  「4日目」終盤。
8. ↑  「2日目」の会話より。
9. ↑  「4日目」以降、風の丘のダンジョン（6日目）、風見の塔（10日目）など。
10. ↑  コラット村の男性NPCとの会話より。
11. ↑  「5日目」や「7日目」の終盤など、夕刻のトンキニーズの町が描かれる場面。
12. ↑  シャルトリューのNPCの会話では、その町がかつてトルーキン（フワルの舞台となった町）であったことも語られる。

### 取扱説明書
※「取扱説明書」は体験版・製品版同梱のHTML文書を指す。
1. 1 2 3 4  「物語/おもな登場人物」参照。
2. 1 2 3  「ゲームの遊び方・特殊能力について」参照。
3. ↑  「操作方法」「ゲームの遊び方」参照。
4. ↑  「高度な戦闘・スクロールモード」参照。
5. ↑  「より冒険を楽しむ・保管箱」参照。
6. ↑  「戦いの基本」参照。
7. ↑  「高度な戦闘・コンボについて」参照。
8. ↑  「ゲームの遊び方・ゲームオーバーになったら」参照。
9. ↑  「剣による戦い」参照。
10. ↑  「魔法による戦い」参照。
11. ↑  「高度な戦闘・AIキャラクタへの命令」参照。
12. ↑  「レベルアップと能力値」参照。
13. ↑  「より冒険を楽しむ」参照。

### 補足
1. 1 2  初回起動時及び一定期間ごとに行われるアクティベーションの際、必要となる。
2. ↑  ベクターPC SHOP及びAMIダウンロード
3. ↑  公式サイトでは、序章のみ遊べる体験版を「フリーウェア版」、最後まで遊べる完成版を「製品版」と称する。（フォーチュンサモナーズ公式サイト「ダウンロード」）
4. ↑  制作元はこの作品製作中の2007年1月28日に「メルケンソフト」から「リズソフト」へとサークル名を変更、前2作はゲーム内の制作者表記が旧サークル名のまま販売が継続されるのに対し、この作品は新サークル名で発表された。

## 関連作品
- ふぉ〜さも4コマ劇場‐作品の世界観を使ったweb4コマ漫画。リズソフト公式サイトにて公開されている。作者は飛月涼。
- フォーチュンサモナーズ・スピンオフ‐作品の世界観を使ったwebストーリー漫画。リズソフト公式サイトにて公開されている。作者は武田みか。
- フォーチュンサモナーズ・スペシャル・ラジオドラマ「もうすぐクリスマス」の巻‐クリスマスを前にしたアルチェ、サナ、ステラの会話を収録したボイスドラマ（実際にラジオ放送はされていない）。製品版開発中の2007年11月に「クリスマス特別企画」と銘打ち製作され、ゲーム公式webサイトにて配信された。WMA形式で7.60MB、8分15秒。